# Sclerodistomum spoeroidis
Sclerodistomum spoeroidis är en plattmaskart. Sclerodistomum spoeroidis ingår i släktet Sclerodistomum och familjen Sclerodistomidae. Inga underarter finns listade i Catalogue of Life.